# 内藤淳一
内藤 淳一（ないとう じゅんいち、1956年 - ）は、日本の作曲家、指揮者。札幌大谷中学校、札幌大谷高等学校音楽科非常勤講師・吹奏楽部顧問、札幌大谷大学芸術学部音楽学科客員教授。

## 来歴
静岡県に生まれ、後に東京都目黒区、宮城県仙台市へ移る。
目黒区立月光原小学校、仙台市立台原小学校、仙台市立旭丘小学校、仙台市立台原中学校ののち、宮城県仙台第二高等学校に入学し、野球部で活躍。
宮城教育大学音楽科を作曲専攻で卒業。本間雅夫に作曲を、櫻井將喜、秋山和慶に指揮を師事した。
卒業後に地方公務員である公立高校教員となり、宮城県古川黎明中学校・高等学校（宮城県古川女子高等学校）、宮城県仙台三桜高等学校、宮城県泉高等学校、宮城県仙台南高等学校教諭を務めた後、現在は勤務地である札幌市に在住し、今度は私立学校の教員として、札幌大谷中学校、札幌大谷高等学校、札幌大谷大学芸術学部音楽学科で教鞭を執るかたわら、同校吹奏楽局を指導、全国各地から依頼を受けての作曲・編曲、各種講習会講師やコンクール審査員、指揮者としての活動などを精力的に続けている。また高等学校用の教科書（教育芸術社）の編集・執筆にもあたっている。

## 音楽
吹奏楽曲、特にマーチ音楽が良く知られており、朝日作曲賞を3度受賞し、それら受賞作品を含む5曲が全日本吹奏楽コンクール課題曲に選ばれている。その他、合唱曲やピアノ曲、マンドリンオーケストラ向けの楽曲なども作曲している。

## 主な作品

### 吹奏楽曲
- 吹奏楽のためのインヴェンション第1番（1983年度全日本吹奏楽コンクール課題曲A）
- マーチ「夢と勇気、憧れ、希望」（1997年度全日本吹奏楽コンクール課題曲II）
- マーチ・グリーン・フォレスト（1999年度全日本吹奏楽コンクール課題曲I、1998年度朝日作曲賞受賞作品）
- 式典のための行進曲「栄光をたたえて」（2001年度全日本吹奏楽コンクール課題曲I、2000年度朝日作曲賞受賞作品）
- ブライアンの休日（2008年度全日本吹奏楽コンクール課題曲I、2007年度朝日作曲賞受賞作品）
- 新しい時代を越えて（2001年宮城国体入場曲、仙台市立上杉山通小学校吹奏楽部委嘱作品、マーチング版）
- 新しい時代を越えて（第6回「響宴」委嘱作品、吹奏楽版[5][6][7]）
- マーチ「笑顔サンシャイン!」 - 北海道旭川商業高等学校吹奏楽部創部80周年の記念に作曲された。
- 組曲「グリーン・シティ・セレブレーション」
  1. 素敵なショーを始めよう!〜ショーアップされたマーチへの試み〜
  2. バラード〜人想ふ あこがれこがれ 切なさも 思ひさませば 夢としるべし〜
  3. グリーン・シティ・セレブレーション
- マーチ「その胸に抱け、青雲の志」（第8回「響宴」参加、2002年下谷賞佳作[8][9][7]）
- ファンファーレ 闘志躍動（ベガルタ仙台アンセム）
- ファンファーレ、入場とコラール（東北福祉大学吹奏楽部委嘱作品、第7回「響宴」参加[10][11][7]）
- 行進曲「無限の力」（平成2年全国高等学校総合体育大会開会式のための入場行進曲
- SOARIN'〜はばたけ空へ〜（東北小学校管楽器教育研究会委属作品）
- 時代を越えて〜仙台市立台原中学校創立50周年のために〜（2013年に創立50周年を迎えた記念作品）
- 果てしない夢と限りない優しさのために〜秋田市立飯島中学校のための記念マーチ〜
- 架空のゲームファンタジーへの音楽「フランチェスカの鐘」（第16回「響宴」委嘱作品[12][7]）
- 風神〜The Wind, featuring 雷神〜The Orchestra（第19回「響宴」参加[13][7]）
- 留萌〜ここに集う人と心と音楽と〜（「北海道吹奏楽選抜演奏会」参加、留萌管内の吹奏楽部のための吹奏楽曲）

### 合唱曲
- 「くちびるに歌を持て」（混声四部合唱曲：教育芸術社）
- 「夕暮れカレー」（同上）
- 「乳母車」（同上）
- 「HANAMUKE」（同上）

### マンドリンオーケストラ
- ピアノとマンドリンオーケストラのためのバラード
- 幻想狂詩曲
- フルートとマンドリンオーケストラのための三章
- プレクトラム・セレブレーション
- マンドリンオーケストラのための「憧景」〜飛鳥〜
- ピアノとマンドリンオーケストラのためのミュージック・アルバム
- スイセンの詩
- マンドリンオーケストラのための組曲
- VOCALISEⅡ

### 校歌(作曲)
- 宮城教育大学新学生歌
- 大和町立大和中学校校歌
- 仙台市立富沢小学校校歌
- 登米市立新田小学校校歌
- 大郷町立大郷小学校校歌
- 丸森町立丸森中学校校歌
- 宮城県美田園高等学校校歌
- 宮城県登米総合産業高等学校校歌
- 宮城県立宮城野高校校歌
- 札幌市立芸術の森小学校校歌
- 丸森町立丸森小学校校歌
- 丸森町立舘矢間小学校校歌

### 編曲
- 『ニュー・シネマ・パラダイス』より愛のテーマ
- ふるさと
- 見上げてごらん夜の星を
- 富谷市立成田中学校校歌
- わせねでや（合唱アレンジ）
- 他に合唱アレンジ多数